# Xu Guangqi

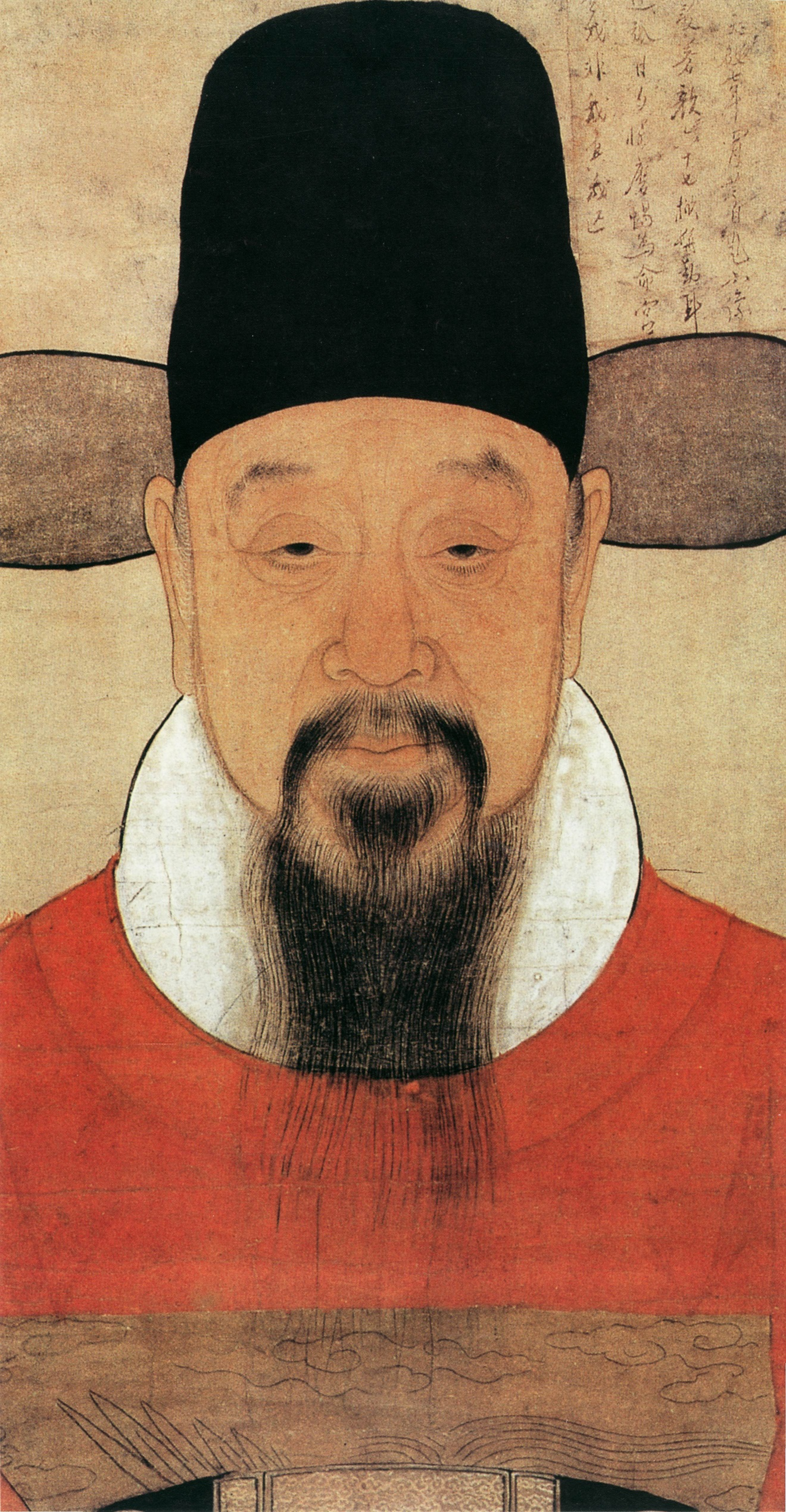
Xu Guangqi (Sammlung des Nanjing-Museums)

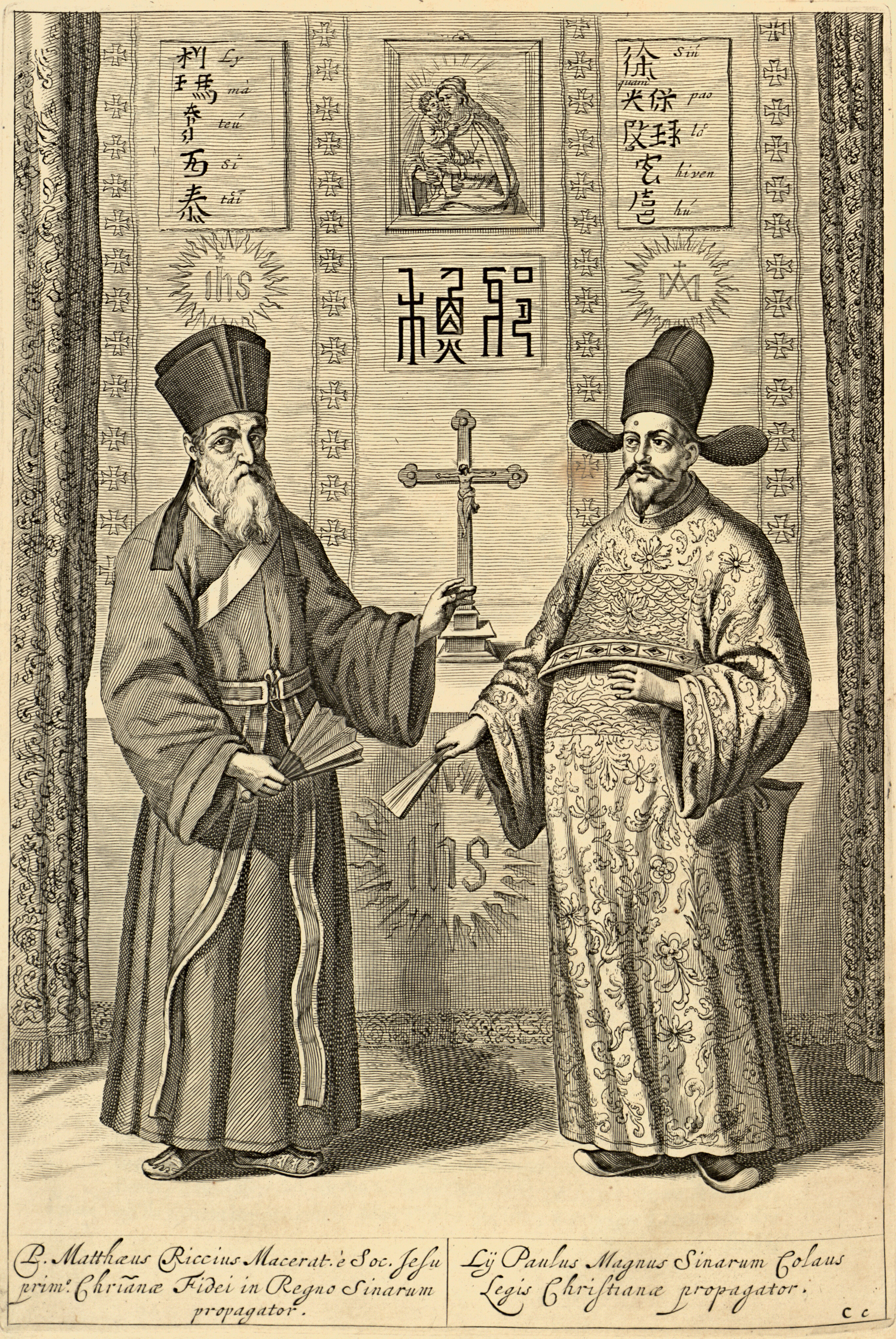
Xu Guangqi und der Jesuit Mattheo Ricci (in Athanasius Kircher: China Illustrata, 1667)

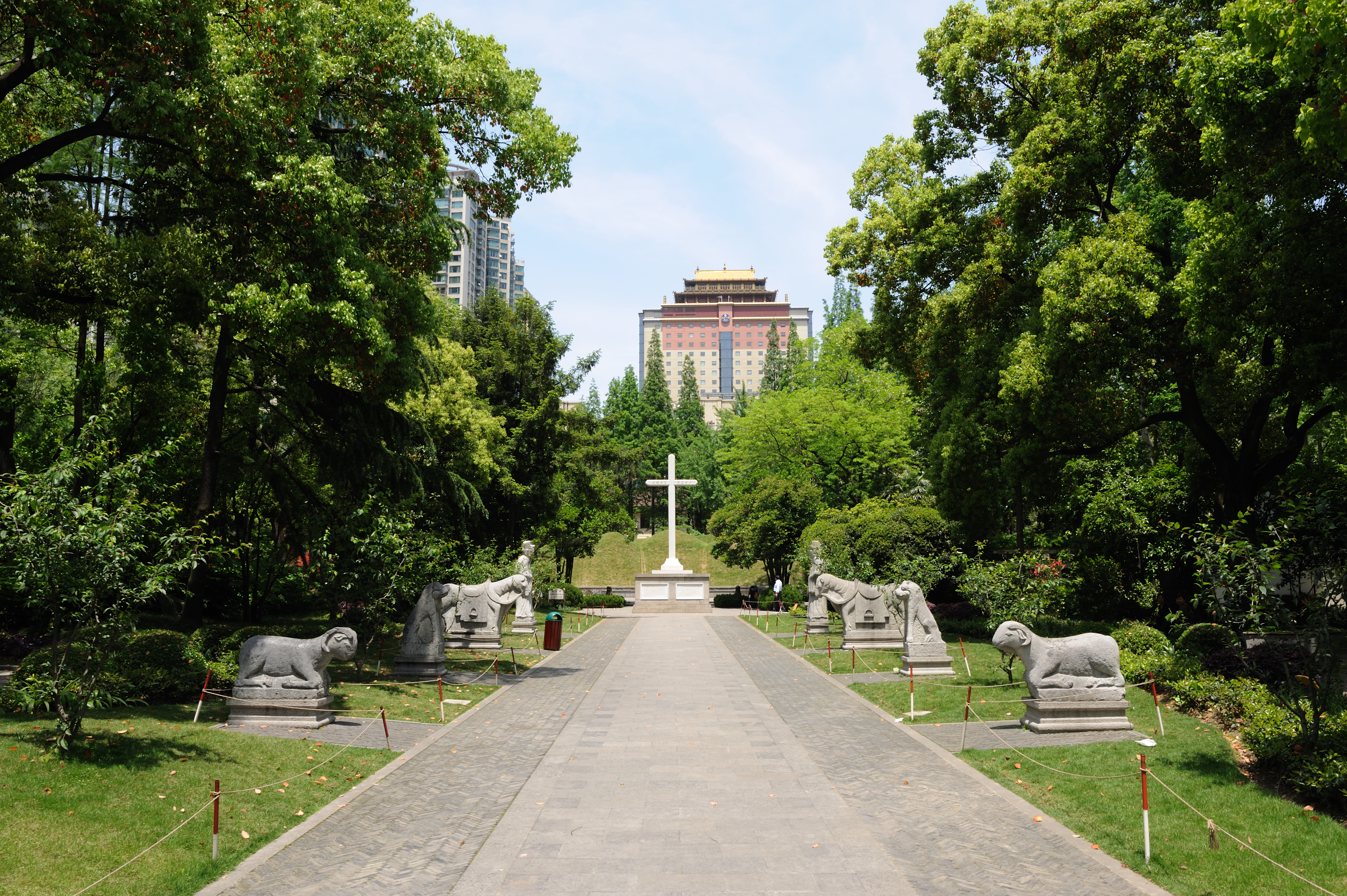
Grab von Xu Guangqi im Guangqi Park, Xuhui Distrikt, Shanghai

Xu Guangqi (chinesisch 徐光啟 / 徐光启, Pinyin Xú Guāngqǐ; * 24. April 1562 in Shanghai; † 8. November 1633 in Peking), auch Zixian (子先,  Zǐxiān) genannt, war ein Gelehrter und Minister der Ming-Dynastie.

## Leben
Xu Guangqi wurde in Shanghai in ein durch japanische Piraten geschädigtes Elternhaus geboren. Er wuchs in ärmlichen Verhältnissen auf, erhielt jedoch seit seinem 6. Lebensjahr eine solide schulische Erziehung und legte Schritt um Schritt staatliche Beamtenprüfungen ab (1581:xiucai; 1597:jieyuan; 1604: jinshi), die ihm eine Karriere in den höchsten Positionen des Reiches bis hin zum Minister ermöglichten. Als solcher setzte er viele seiner Ideen in die Praxis um.
Xu fand durch den in China wirkenden italienischen Jesuitenpater Ricci zum katholischen Glauben und wurde 1603 mit dem Namen Paul getauft. Gemeinsam mit Ricci übersetzte er mehrere westliche Texte ins Chinesische und konfuzianische Texte ins Lateinische. Neben Li Zhizao (1565–1630) und Yang Tingyun (1557–1627) gilt er als einer der bekanntesten  Konvertiten des Landes, die in Anspielung auf eine Bibelstelle die „drei Säulen der christlichen Religion in China“ genannt werden.
Zwischen 1607 und 1610 lebte Xu ohne Regierungsamt in Shanghai. Während dieser Zeit begann er mit Experimenten zur Verbesserung der Landwirtschaft, die er später, als er Minister wurde, in politische Maßnahmen umsetzen konnte.
Xu starb im Alter von 71 Jahren in Peking. Der Leichnam wurde nach Shanghai überführt. Sein Grab im Guangqi Park  steht seit 1988 auf der Liste der Denkmäler der Volksrepublik China.
Xus Enkeltochter Candida (1607–1680) unterstützte den Jesuiten Philippe Couplet  (1623–1693) bei der Gründung von Kirchen in Jiangnan und wurde von ihm als christliche Dame in einer Biographie verewigt.

## Wirken und Vermächtnis
Xu hinterließ ein Werk von 130 Bänden, in denen er seine Forschungen ausbreitete. Zusammen mit Ricci übersetzte europäische Schriften, so Die Elemente von Euklid, und überarbeitete den Kalender.
In seinem Buch Nongzheng quanshu (‚Kompendium der Agrarmaßnahmen’) zeigte er Schritte zur Entwicklung der Landwirtschaft auf: Bekämpfung von Heuschrecken, Eindämmung von Überschwemmungen, Neulandgewinnung, verbesserte Anbaumethoden, darunter die Einführung der philippinischen Süßkartoffel, sowie Wasserwirtschaft und die Ausweitung des Baumwollanbaus. Dieses Werk hatte auch einen großen Einfluss auf die Entwicklung der japanischen Agrarwissenschaft durch Miyazaki Yasusada.